# Jo Jastram
Pour les articles homonymes, voir Jastram.
Jo Jastram (né Joachim Jastram le 4 septembre 1928 à Rostock et mort le 7 janvier 2011 à Ribnitz-Damgarten) est un sculpteur allemand,.

## Biographie

### Début de carrière
Jo Jastram est né à Rostock, près de la côte allemande de la mer Baltique. Son père était enseignant. Il a fréquenté l'école St George à Rostock, la même que Walter Kempowski. Il a commencé à dessiner à un âge précoce, recevant les encouragements de son professeur, l'artiste Thuro Balzer. Jo Jastram a atteint son dix-septième anniversaire quelques mois avant la fin de la guerre et a été enrôlé dans la milice nationale (Volksturn), ce qui a conduit à une période de prisonnier de guerre américain. Après la guerre, il a travaillé dans la foresterie, puis comme stagiaire creuseur de puits avant de passer à la sculpture sur bois. Cela a été suivi par une période d'études à l'École technique du bois-art à Empfertshausen, dans le sud-ouest de la zone d'occupation soviétique de ce qui restait de l'Allemagne, une région qui est en train de devenir l'indépendante République démocratique allemande, politiquement séparée à la fois de ce qui est à l'ouest et des terres à l'est de la ligne Oder-Neisse, maintenant principalement incorporée à la Pologne et à l'Union soviétique dans le cadre d'un redessinage plus large des frontières d'après-guerre dans le centre-nord de l'Europe. Pendant ce temps, en 1949, Jastram a rejoint le Parti démocratique national (NDPD) du jeune pays. Toujours dans le sud de l'Allemagne de l'Est, Jastram puis en 1951 transféré à Dresde où il fréquente l'Académie des Beaux-Arts, étudie avec Walter Arnold, avant de repartir en 1954 à l'Académie des Beaux-Arts de Berlin-Weißensee où il est enseigné par Heinrich Drake.

### Pigiste
La période d'études à Berlin est récompensée par un diplôme en 1956, après quoi Jo Jastram retourne à Rostock où il travaille comme sculpteur indépendant. Cependant, à partir de 1973, il déménage avec sa femme et ses enfants dans le village beaucoup plus petit de Kneese (qui fait maintenant partie de Marlow sur le plan administratif), à environ 30 km (20 miles) à l'est de Rostock. Kneese est devenu le centre de sa vie et de son travail créatif jusqu'à sa mort soudaine 38 ans plus tard.

### Enseignement
En 1964, il prend un poste d'enseignant à l'Université Ernst Moritz Arndt à Greifswald. Entre 1980 et 1986, il occupe un poste d'enseignant et un poste de professeur à l'Académie de Berlin-Weißensee. Cela lui a donné une implication significative dans l'enseignement de la prochaine génération d'artistes dont son fils Michael Jastram.

### Adhésions
En 1956, il rejoint la Ligue des artistes visuels est-allemands (VBK / Verband Bildender Künstler der DDR) et, en 1974, il devient président régional de l'organisation pour le district de Rostock. Le VBK n'a pas survécu aux changements politiques de 1989-1990 sous sa forme actuelle, mais en 1990 Joachim Jastram rejoint la Ligue régionale des artistes du Mecklembourg-Poméranie-Occidentale, qui fait partie de la Ligue fédérale [allemande] nationale des artistes visuels. En 1983, il devient président du groupe de travail d'Ernst Berlach à la Ligue culturelle est-allemande (Kulturbund). Lui aussi, en 1983, devient membre de l'Académie des Arts d'Allemagne de l'Est, se retirant de son successeur, l'Académie des Arts de Berlin, seulement en 1995.

### Voyage à l'étranger
L'appartenance à l'élite culturelle du pays est attestée par des possibilités de voyage qui ne sont pas disponibles pour un citoyen moyen. En 1961, Jo Jastram entreprend un voyage d'étude en Ouzbékistan, qui faisait alors partie de l'Union soviétique. Un voyage d'étude en Mongolie suit en 1965, puis en 1966, il y a un autre voyage de ce type en URSS, cette fois en Sibérie. Une tournée en 1967 l'emmène en Pologne via la Scandinavie, et également la Tchécoslovaquie. Il visite également Cuba. En 1975, il est président du Comité international de la Biennale des États baltes, un forum culturel tenu à Rostock, impliquant des participants des pays scandinaves et de la Finlande ainsi que l'Union soviétique (dont la Lettonie, l'Estonie et la Lituanie étaient alors territoires constituants). Il entreprend un autre voyage d'étude en 1976, cette fois à Tallinn et à Léningrad. En 1979, il visite l'Italie. En 1981 et de nouveau en 1983, il entreprend des visites de travail en Éthiopie et il retourne à Addis-Abeba en 1988 et après, tandis que des voyages d'étude en Europe plus tard dans les années 1980 ont lieu en Suède et même en Grande-Bretagne.

### Après les changements
Au moment où le mur de Berlin est percé en novembre 1989, Jo Jastram célébrait récemment son soixante et unième anniversaire. La fin de l'isolationnisme (face à l'ouest) qui avait caractérisé la République démocratique allemande signifiait maintenant que son travail était désormais connu d'un public plus large en Allemagne et à l'étranger. Au cours des années suivantes, il y a eu des expositions à Oslo, Copenhague, Helsinki, Damas et Varsovie. Il y a eu aussi une grande exposition de célébration dans sa ville natale, Rostock, en 2008 à l'occasion de son 75e anniversaire. Jastram n'a pas non plus perdu son goût pour les voyages, retournant à nouveau en Éthiopie en 1998 et visitant l'Inde, le Yémen et le Sri Lanka entre 1996 et 2009.

## Héritage
Avec les étudiants qu'il a enseignés, Joachim Jastram laisse un héritage tangible sous forme de sculpture, dont une grande partie reste accessible. Il produit une abondance de portraits, d'images figuratives d'humains et d'autres animaux ainsi que des travaux pour des espaces publics tels que des puits, des portes d'église, des reliefs et des monuments commémoratifs. Il crée une frise murale en 1971 pour le prestigieux hôtel Neptun à Warnemünde, et en 1991 il produit une statue de Mendelssohn pour la Gewandhaus (salle de concert) à Leipzig.
Ses œuvres les plus connues comprennent Fontaine de la joie de vivre (Brunnen der Lebensfreude) sur la place de l'université de Rostock, produite en 1978 conjointement avec Reinhard Dietrich et Great African Journeys (Große afrikanische Reise) qui depuis 2008 a orné le vieux port de Rostock. Sa dernière œuvre pour un espace public est un groupe de personnages intitulé Le cirque arrive (Der Zirkus kommt) produit avec Susanne Rast (sa fille) et installé sur la promenade du bord de mer à Ribnitz en 2009.

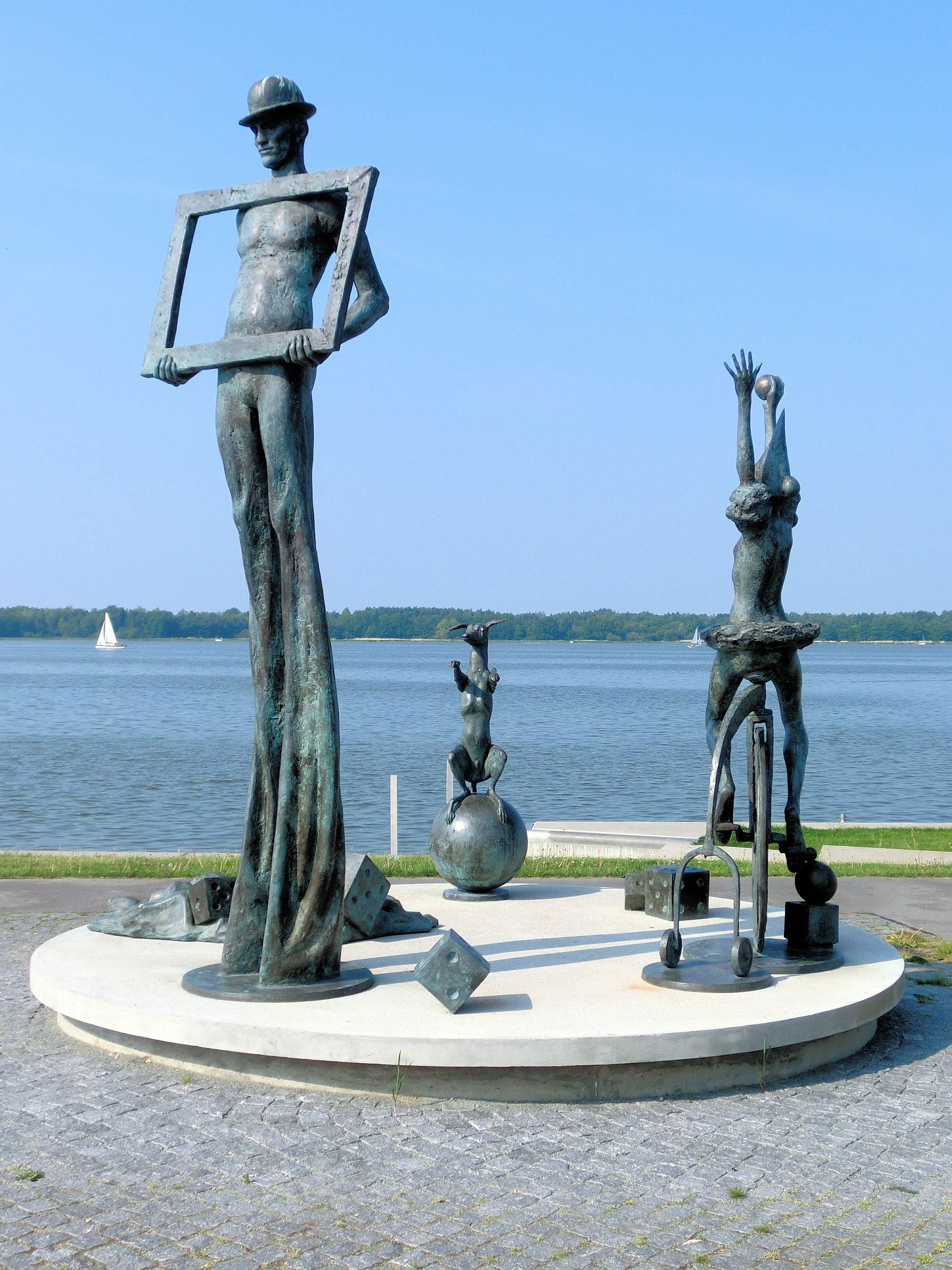
Der Zirkus kommt (Le cirque arrive).
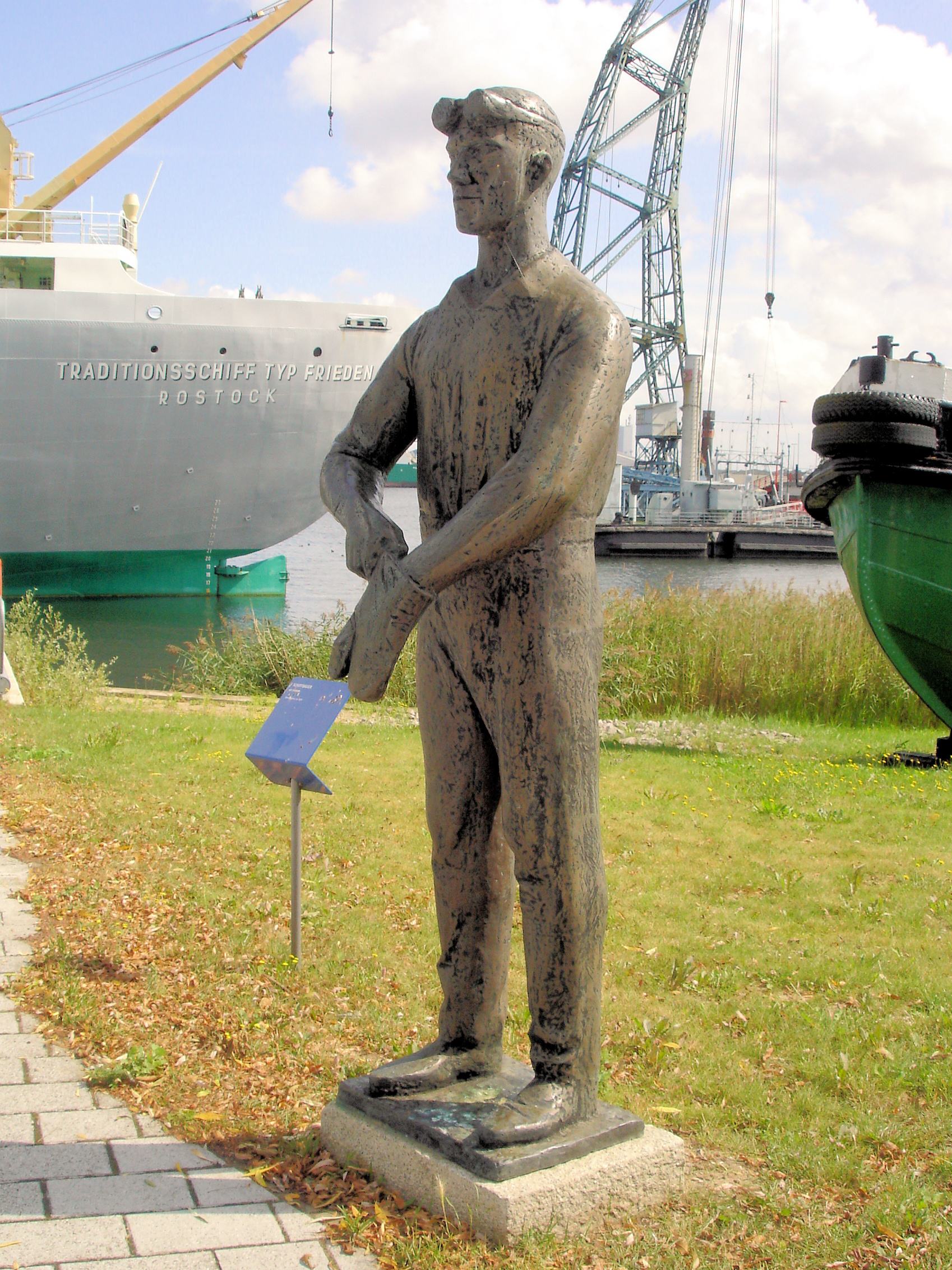
Schweisser (Soudeur).
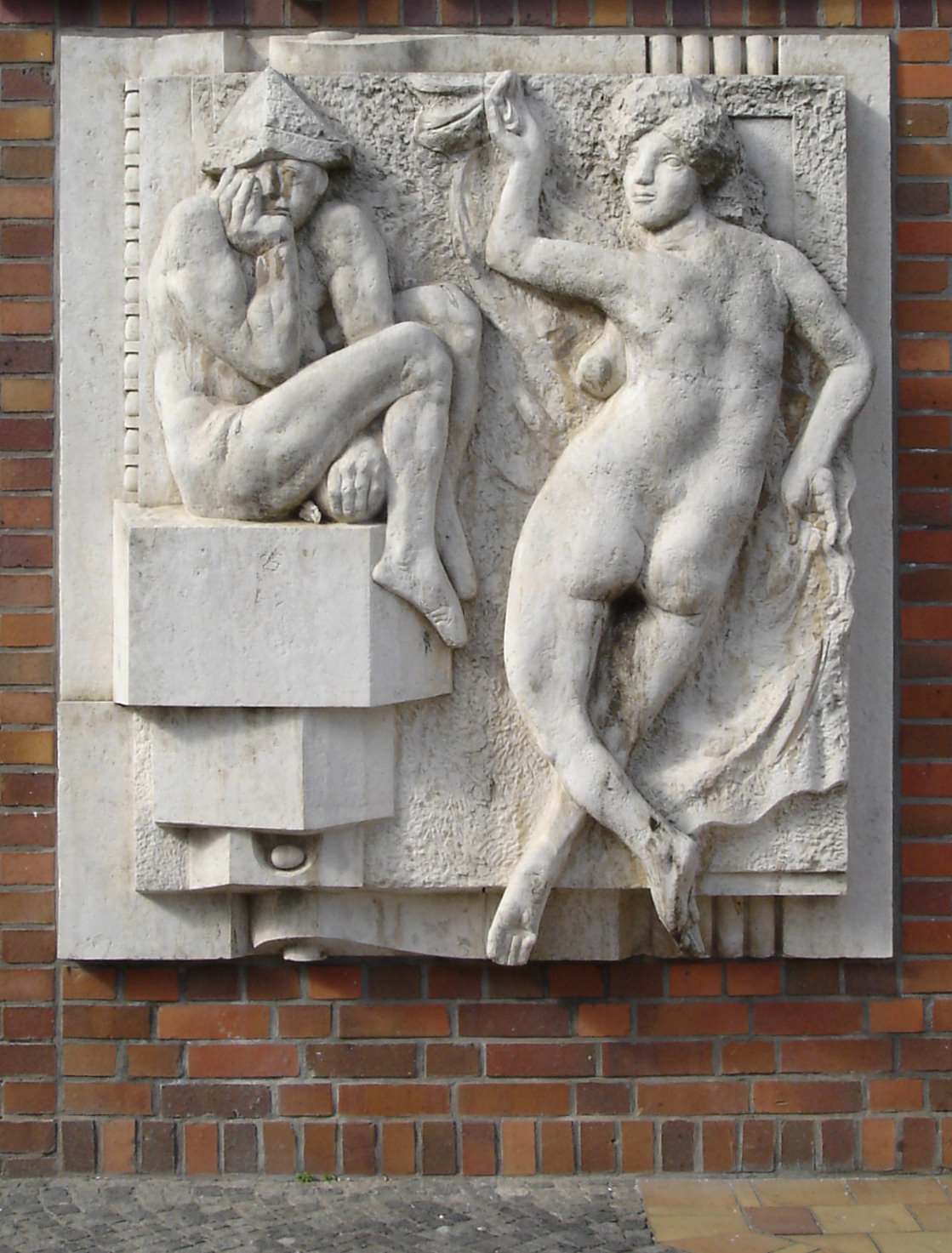
Relief sur la Fünfgiebelhaus à Rostock.